# Rio Araquil
O rio Araquil é um rio de Espanha que nasce na província de Álava, próximo de Araia, no município de Asparrena e desemboca no rio Arga perto de Ibero, no município Cendea de Olza, Navarra. Tem 79 km de comprimento, um caudal médio de 31 m³/s e uma bacia hidrográfica com 813 km², 706 deles em Navarra.
No seu percurso começa por atravessar o Vale de La Burunda, em Navarra, onde ainda tem o nome de "Burunda", apenas tomando o nome de Araquil nas imediações de Etxarri-Aranatz. Segue depois pelos vales de Araquil, de Ollo até chegar ao município de Cendea de Olza.
O caudal anual médio é de 984 em Asiáin. É propenso a enchentes (14 por ano, em média), embora estas sejam de curta duração (2,5 dias em média, por enchente), devido às características de precipitação específicas do clima oceânico, que são mais frequentes nos meses de novembro e dezembro.
Localidades por onde passa
Ziordia, Olazti, Alsasua, Urdiain, Iturmendi, Bakaiku, Etxarri-Aranatz, Arbizu, Lakuntza, Arruazu, Uharte-Arakil, Irañeta, Uharte-Araquil, município de Araquil (Yábar, Villanueva de Araquil e Echarren),  Urrizola, Erroz, Atondo, Anoz, Beasoáin,  Eguillor, Asiáin, Izu, Artázcoz, Izcue e Ibero.